# ZIC1
ZIC1 (англ. Zic family member 1) – білок, який кодується однойменним геном, розташованим у людей на короткому плечі 3-ї хромосоми.  Довжина поліпептидного ланцюга білка становить 447 амінокислот, а молекулярна маса — 48 309.
| 10         |  | 20         |  | 30         |  | 40         |  | 50         |
| ---------- |  | ---------- |  | ---------- |  | ---------- |  | ---------- |
| MLLDAGPQYP |  | AIGVTTFGAS |  | RHHSAGDVAE |  | RDVGLGINPF |  | ADGMGAFKLN |
| PSSHELASAG |  | QTAFTSQAPG |  | YAAAAALGHH |  | HHPGHVGSYS |  | SAAFNSTRDF |
| LFRNRGFGDA |  | AAAASAQHSL |  | FAASAGGFGG |  | PHGHTDAAGH |  | LLFPGLHEQA |
| AGHASPNVVN |  | GQMRLGFSGD |  | MYPRPEQYGQ |  | VTSPRSEHYA |  | APQLHGYGPM |
| NVNMAAHHGA |  | GAFFRYMRQP |  | IKQELICKWI |  | EPEQLANPKK |  | SCNKTFSTMH |
| ELVTHVTVEH |  | VGGPEQSNHI |  | CFWEECPREG |  | KPFKAKYKLV |  | NHIRVHTGEK |
| PFPCPFPGCG |  | KVFARSENLK |  | IHKRTHTGEK |  | PFKCEFEGCD |  | RRFANSSDRK |
| KHMHVHTSDK |  | PYLCKMCDKS |  | YTHPSSLRKH |  | MKVHESSSQG |  | SQPSPAASSG |
| YESSTPPTIV |  | SPSTDNPTTS |  | SLSPSSSAVH |  | HTAGHSALSS |  | NFNEWYV    |

A: Аланін

C: Цистеїн

D: Аспарагінова кислота

E: Глутамінова кислота

F: Фенілаланін

G: Гліцин

H: Гістидин

I: Ізолейцин

K: Лізин

L: Лейцин

M: Метіонін

N: Аспарагін

P: Пролін

Q: Глутамін

R: Аргінін

S: Серин

T: Треонін

V: Валін

W: Триптофан

Кодований геном білок за функціями належить до активаторів, білків розвитку. 
Задіяний у таких біологічних процесах як транскрипція, регуляція транскрипції, диференціація, нейрогенез. 
Білок має сайт для зв'язування з іонами металів, іоном цинку, ДНК. 
Локалізований у цитоплазмі, ядрі.